# HMS Marigold (K87)
HMS Marigold (K87) je bila korveta razreda flower Kraljeve vojne mornarice, ki je bila operativna med drugo svetovno vojno.

## Zgodovina
9. decembra 1942 je bila potopljena med italijanskim letalskim napadom; umrlo je 40 članov posadke.